# Parque nacional Fundy
El parque nacional Fundy es un parque nacional de Canadá ubicado en la bahía de Fundy, cerca de la localidad de Alma, en la provincia de Nuevo Brunswick. Incluye una zona contera y un bosque acadiano costero. El parque cubre un área de 207 km².
En marea baja, los visitantes pueden explorar el fondo oceánico que queda sumergido a nueve metros de profundidad en marea alta. Las planicies de Caribú y los caminos de borde dan acceso hacia los bosques de las zonas altas y hábitats húmedos. El parque también incluye unas 20 cascadas.
Durante el siglo XIX se establecieron aserraderos en Point Wolfe que producían leña para las cercana ciudad de Saint John y para la exportación. Al agotarse los bosques, la zona quedó deshabitada. El parque fue establecido en 1948 y fue el primer parque nacional de Nuevo Brunswick.

## Galería de imágenes

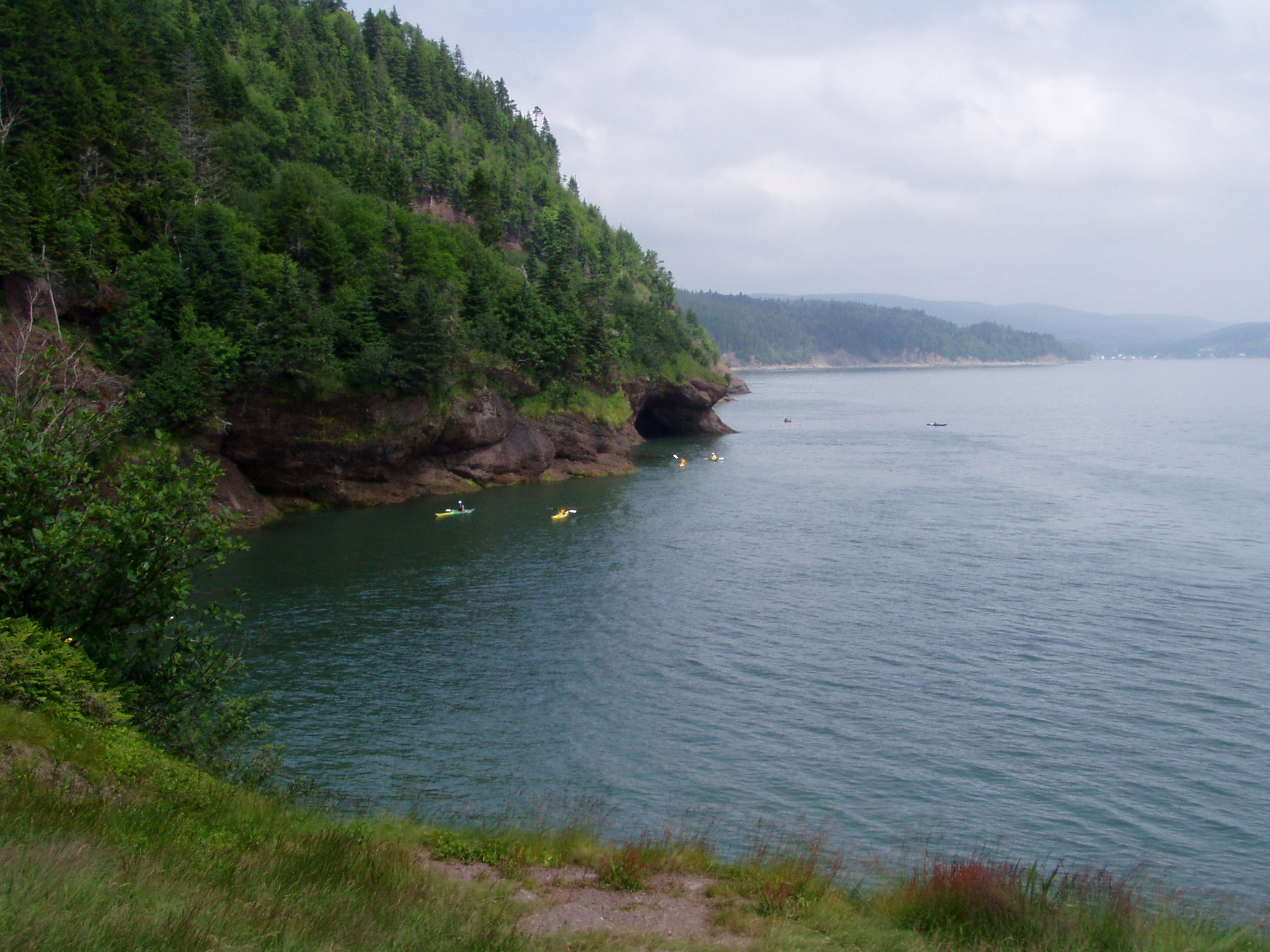
Matthews Head
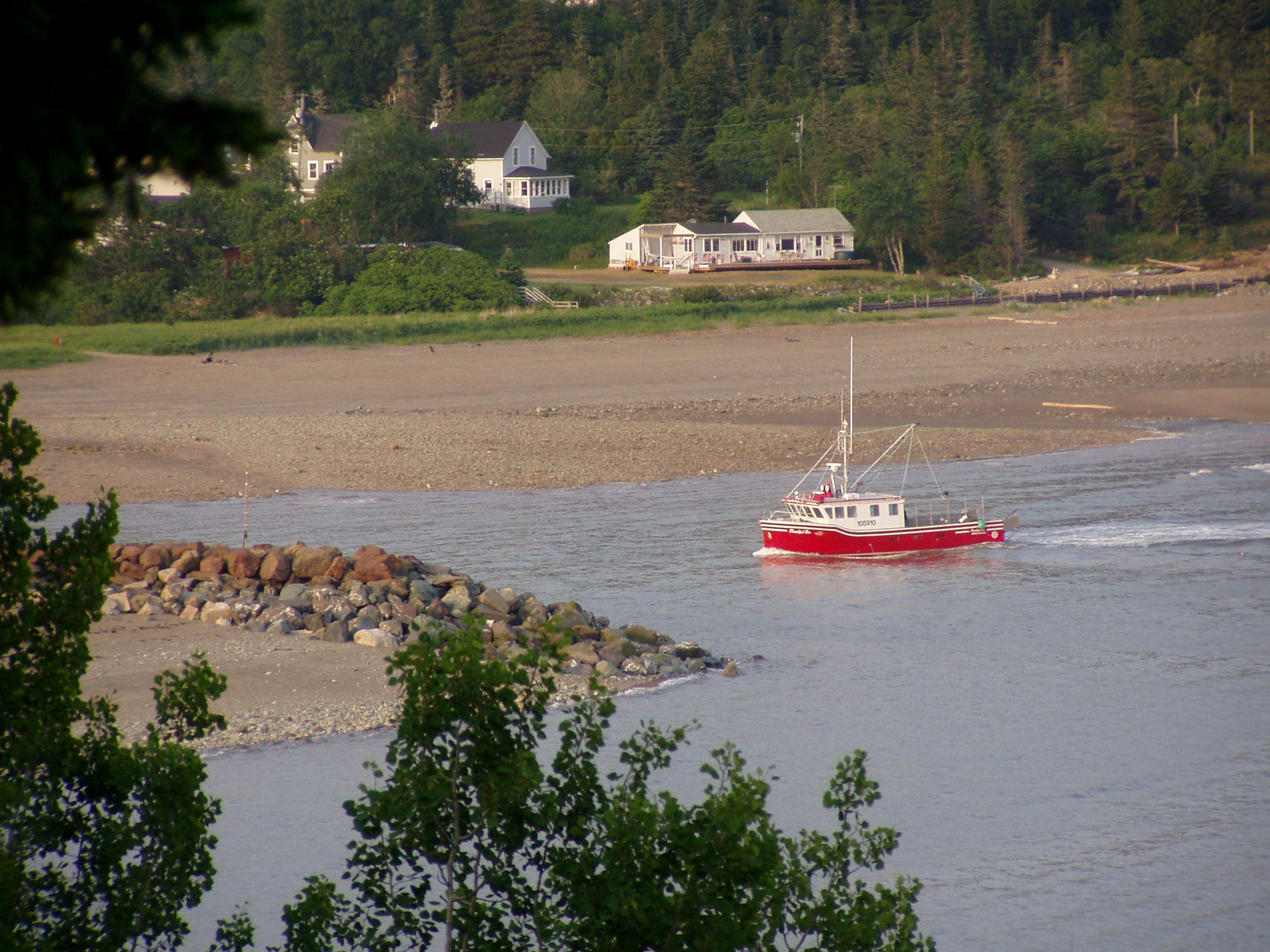
Bote de pesca entrando al puerto de Alma
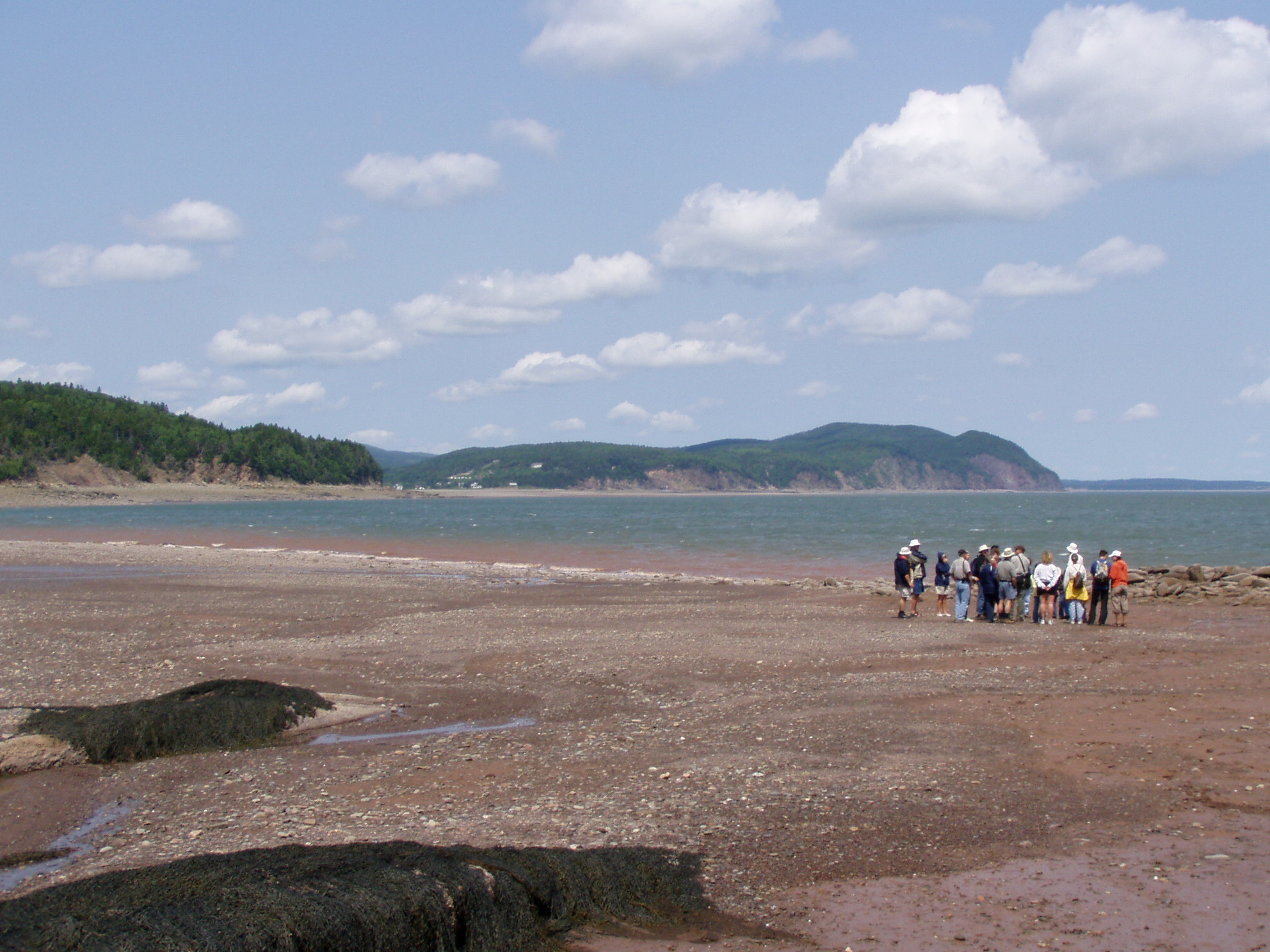
Caminata de playa por Herring Cove
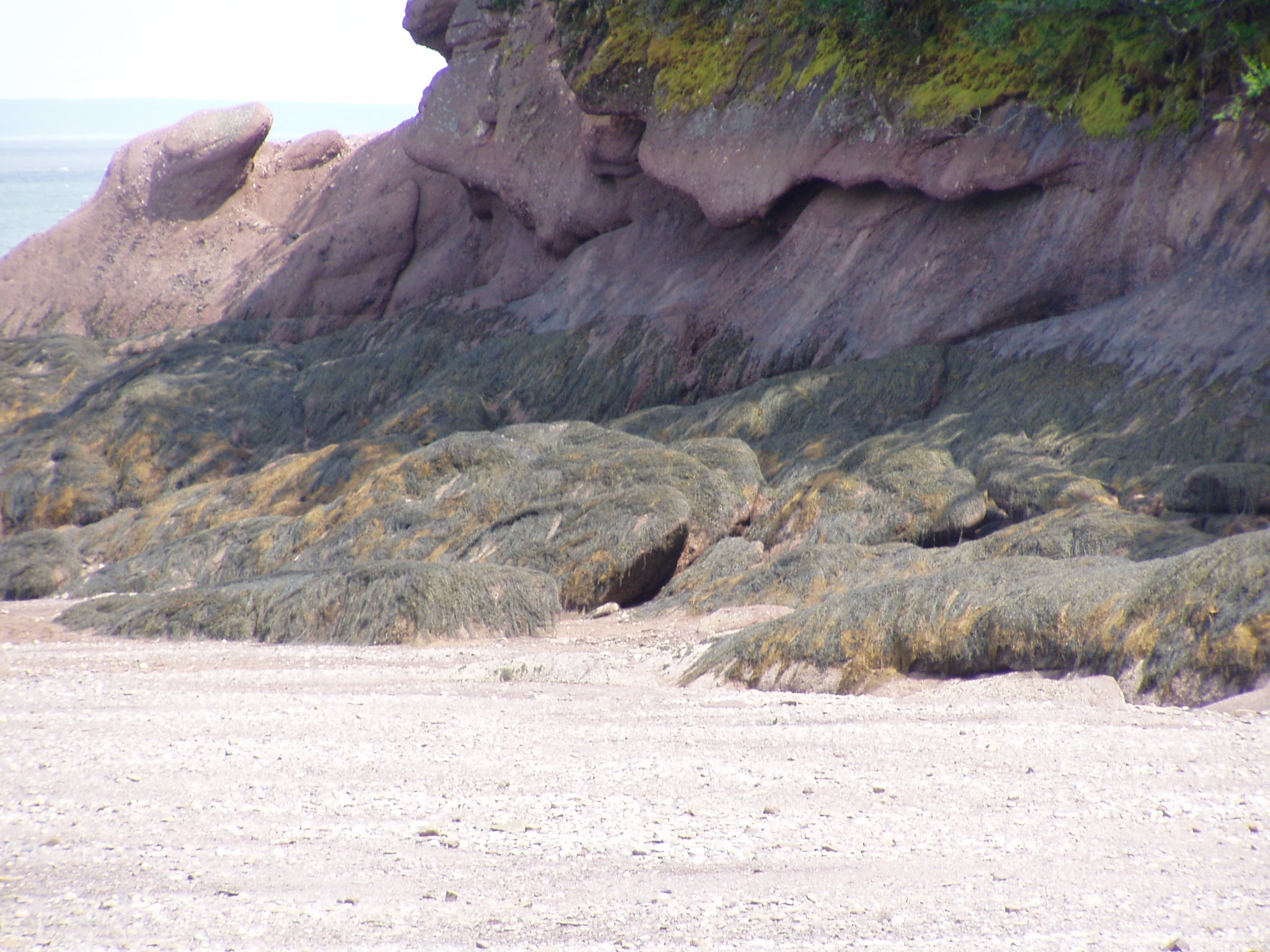
Herring Cove
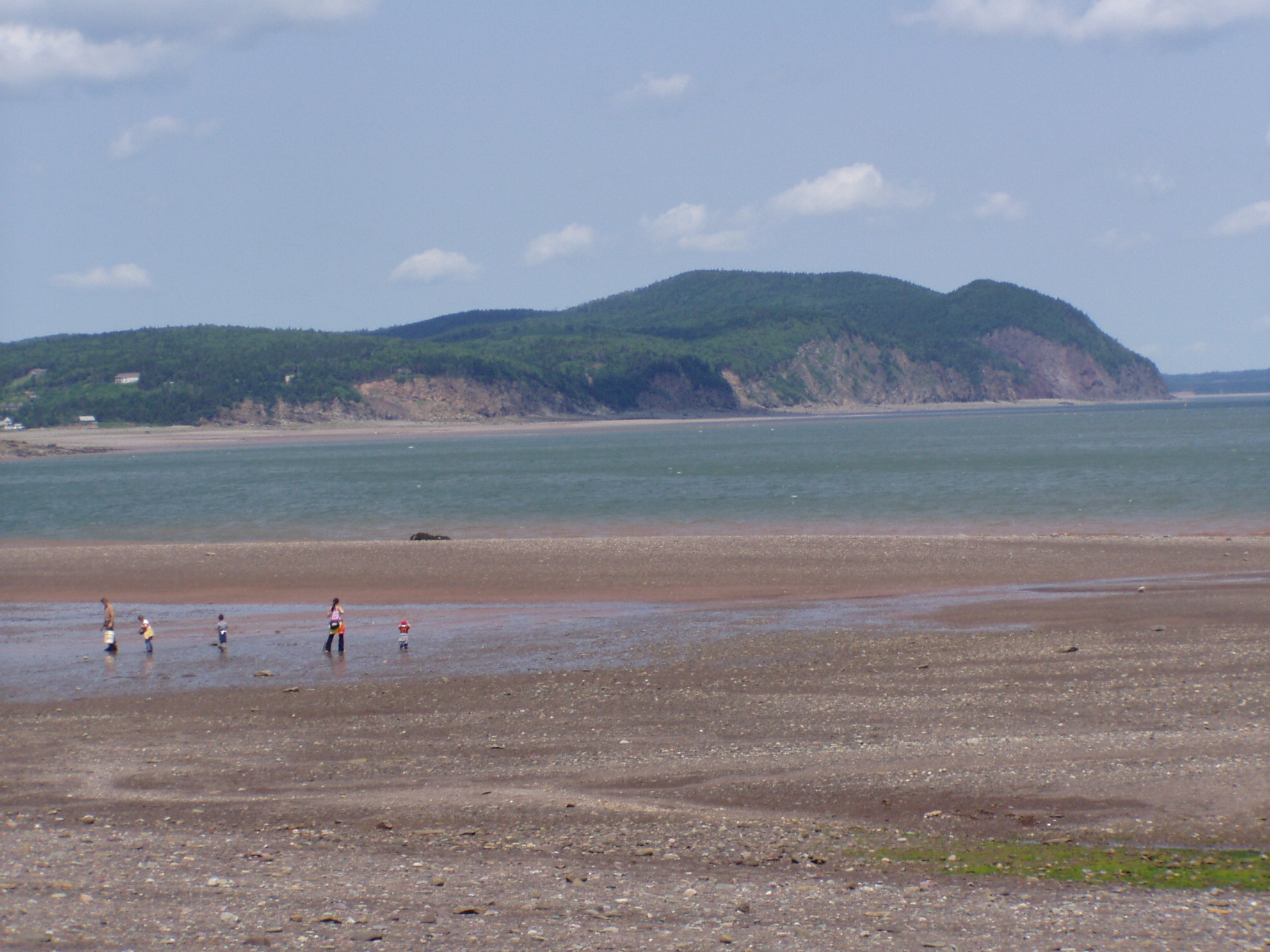
Playa de Alma en marea baja
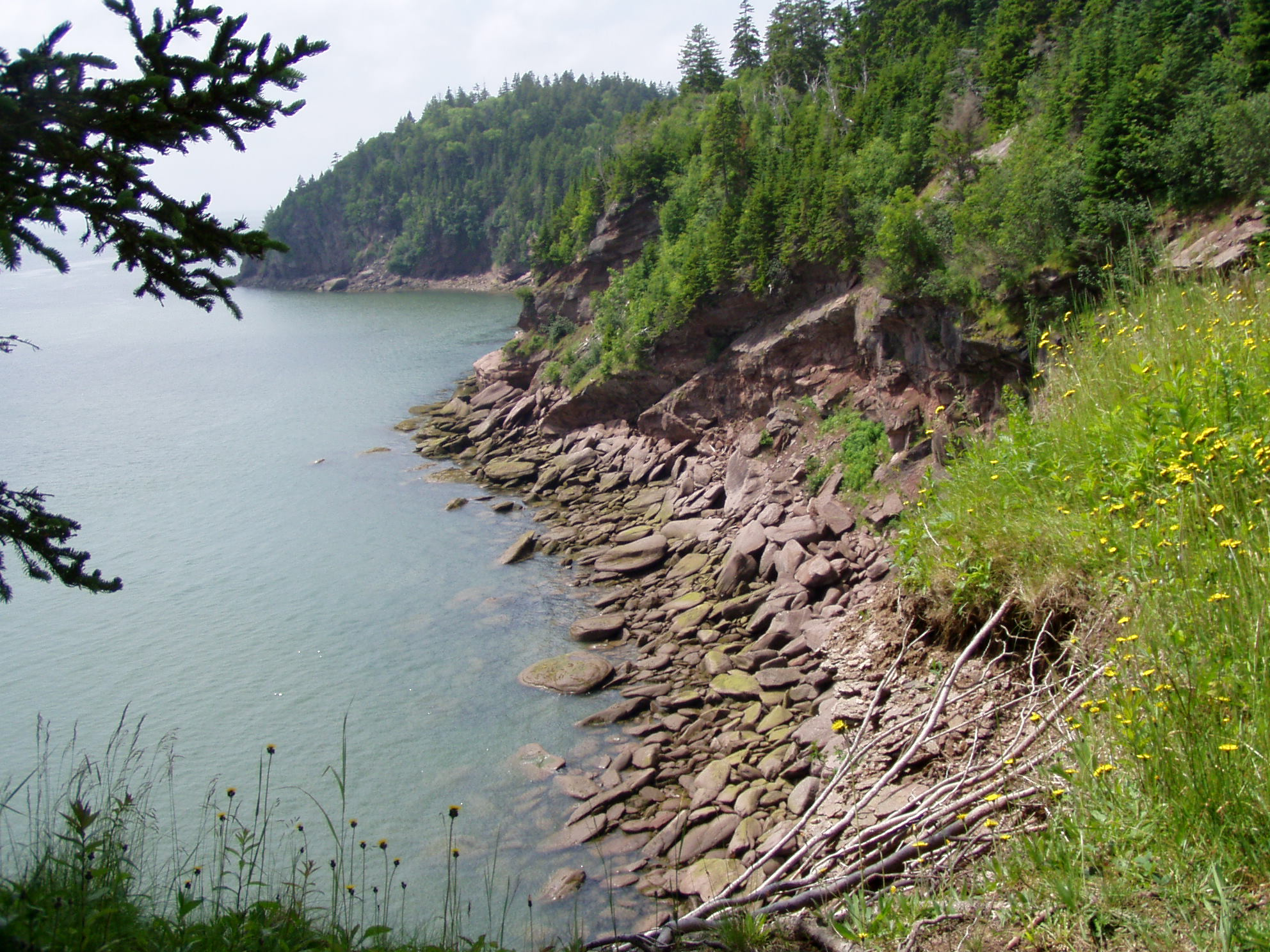
Vista por el camino costero
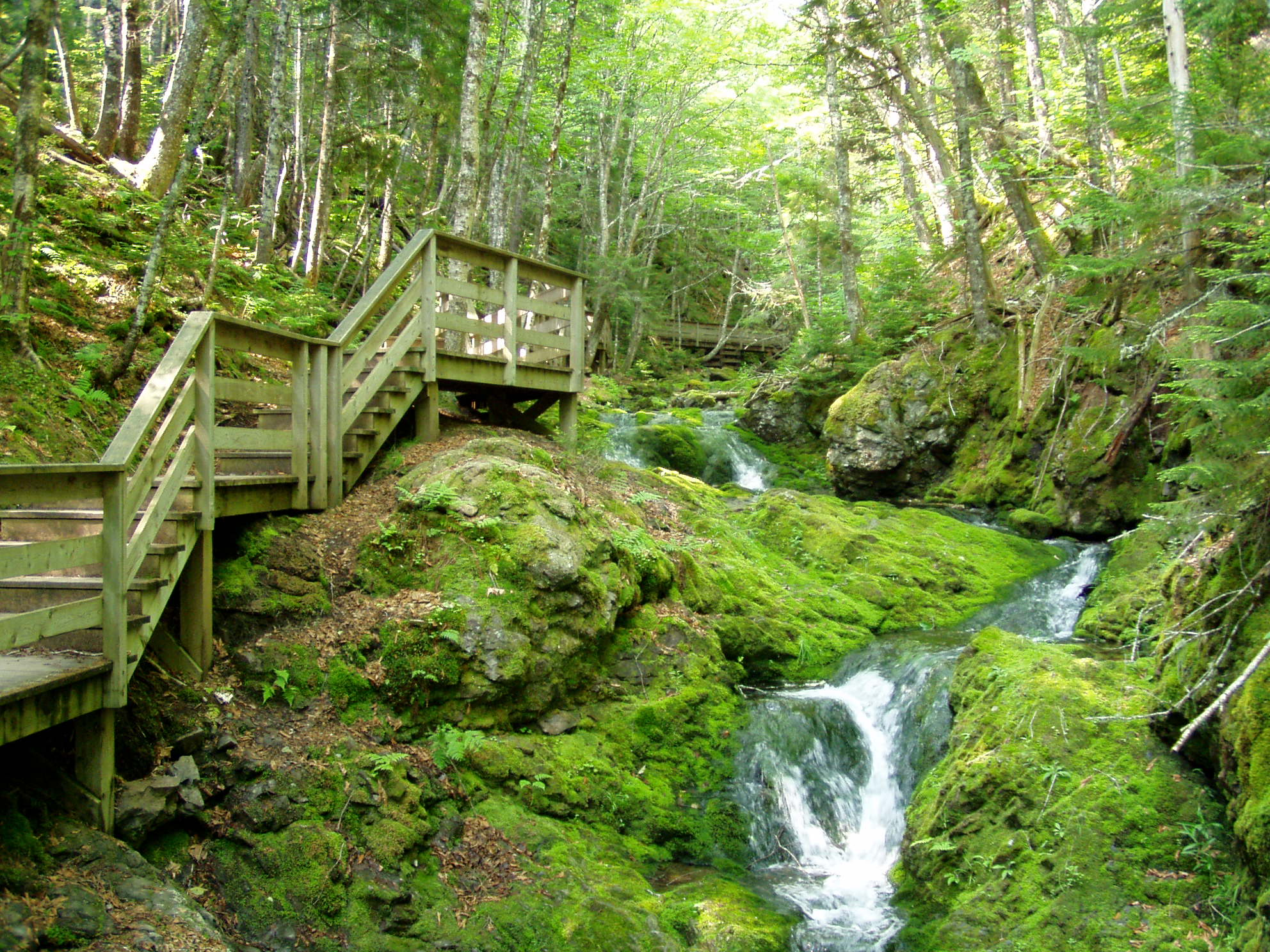
Camino hacia la Cascada Dickson
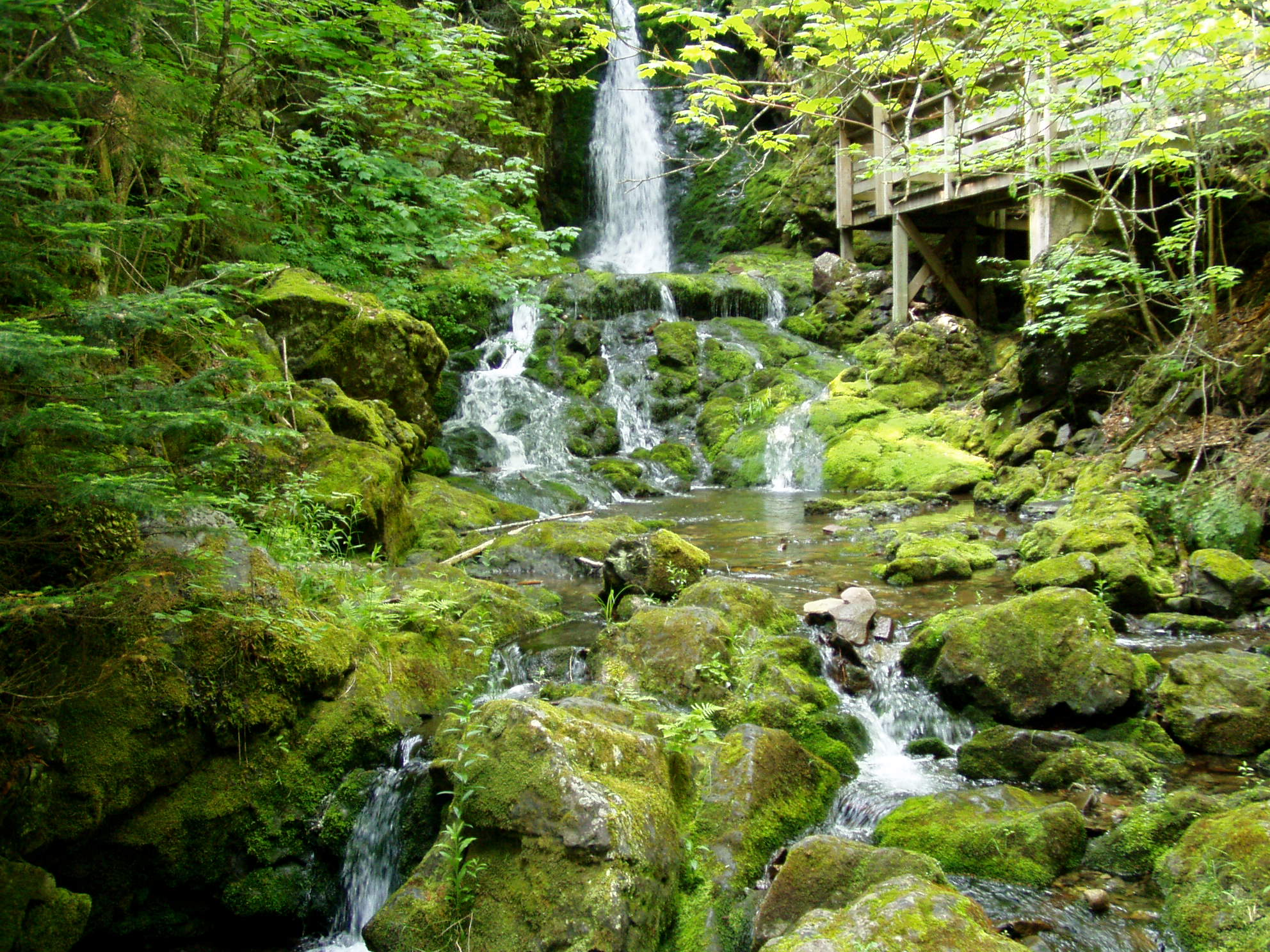
Cascada Dickson